# Täbypartiet (TMF)
Täbypartiet (TMF) var ett lokalt politiskt parti i Täby kommun. Partiet hade två mandat i Täby  kommunfullmäktige åren 1979–1998, därefter ett mandat till 2002.

## Historik
Partiet bildades inför valet 1979. En grundarna var Lars Wilhelmson (1941–2021), under 1970-talet var han aktiv i en rad olika så kallade aktionsgrupper i sin hemkommun. Han var medlem i Kommunistiska partiet och ingick under några år i riksstyrelsen för De förenade FNL-grupperna (DFFG). Han var partiledare för Täbypartiet under flera längre perioder. Bakgrunden till bildandet handlade om utbyggnad av barnomsorgen, att bevara Roslagsbanan och bevara nära grönområden, särskilt det nuvarande naturreservatet kring Rönninge by. Detta ledde till bildandet av Täbypartiet. Han satt som en av två ledamöter i kommunfullmäktige under 23 år fram till valet 2002.

## Valresultat
| År   | Röster | % | Mandat  |
| ---- | ------ | - | ------- |
| 1979 | –      | – | 2 av 51 |
| 1982 | –      | – | 2 av 51 |
| 1985 | –      | – | 2 av 61 |
| 1988 | –      | – | 2 av 61 |
| 1991 | –      | – | 2 av 61 |
| 1994 | –      | – | 2 av 61 |
| 1998 | –      | – | 1 av 61 |
| 2002 | –      | – | 0 av 61 |